# Nazarovo (Krasznojarszki határterület)
Nazarovo (oroszul: Назарово) város Oroszország ázsiai részén, a Krasznojarszki határterületen, a Nazarovói járás székhelye.
Népessége: 52 817 fő (a 2010. évi népszámláláskor).

## Elhelyezkedése
Krasznojarszktól 192 km-re vagy 220 km-re nyugatra, a Csulim (az Ob mellékfolyója) bal partján helyezkedik el, az észak–déli irányú Acsinszk–Abakan vasútvonalon. Országút köti össze a kb. 40 km-re északra fekvő Acsinszkkal és az R254-es főúttal, valamint dél felé Uzsuron át az R257-es főúttal.  
A város a Nazarovói-medence északi részén, az erdős sztyepp övben fekszik. Közvetlen közelében működik a Kanszk-acsinszki-szénmedence egyik legnagyobb külszíni fejtése.

## Története
A kis orosz falu a 18. század elején keletkezett. 1888-ban fedezték fel a határában elterülő szénlelőhelyet. A transzszibériai vasútvonal acsinszki állomásáról 1913-ban kezdődött a dél felé vezető szárnyvonal építése, amit megakasztott a világháború. Végül 1926-ban indult meg a közlekedés Nazarovón át az Acsinszk–Abakan vasútvonalon. A falu 1924-ben járási székhely lett.
A nazarovói barnaszén külfejtést 1947-ben kezdték építeni, a kitermelést 1951-ben kezdték meg. A város nagy teljesítményű hőerőműve 1955-től 1961-ben épült. Átadásának évében, 1961-ben a település városi rangot kapott. Ezt követően több nagy iparvállalat létesült. 

## Gazdasága
A Kanszk-acsinszki-szénmedencéhez tartozó nazarovói külfejtés kitermelését a Szibériai Szén-energetikai Társasághoz (Сибирская угольная энергетическая компания – СУЭК) [SZUEK] tartozó cég végzi. A bányászat nagyteljesítményű exkavátorokkal történik. Az évente kitermelt kb. négy millió tonna barnaszén 95%-át a helyi hőerőműben hasznosítják, amely a város hőellátását is biztosítja.
Az 1308 MW teljesítményű erőmű a Csulim partján épült, működése a környezetet erősen szennyezi. Hűtésre természetesen a folyó vizét használják.
A város további jelentős iparvállalata a hőszigetelő anyagok gyára, valamint a Kelet-szibériai Fémszerkezeti Gyár, mely az 1970-es évek elején kezdte meg a termelést. Üzemeiben nagy szibériai atom-, víz- és hőerőművek, hidak fémszerkezeti elemei készülnek.
A szovjet korszakban alapított számos nagyvállalat, köztük a város egykori betonszerkeszti gyára és nagy mezőgazdasági gépgyára a 21. századra megszűnt.